# Madan Kumar Ghildiyal
Madan Kumar Ghildiyal (Hindi मदन कुमार घिल्डियाल Madan Kumār Ghilḍiyāl; * 27. März 1966) ist ein indischer Diplomat.

## Werdegang
Ghildiyal trat 1990 in den indischen Auswärtigen Dienst ein. Er war Konsul für Handelsangelegenheiten im indischen Generalkonsulat in Dschidda, erster Sekretär in der indischen Botschaft in Jakarta für den Informationsbereich und politische Angelegenheiten und stellvertretender Sekretär im Außenministerium für Verwaltungs- und Rentenangelegenheiten. Nach seiner Tätigkeit als Konsul für Politik, Handel und Gemeinschaftsangelegenheiten in Atlanta übergab Ghildiyal am 8. April 2025 seine Akkreditierung als indischer Botschafter in Osttimor an Präsident José Ramos-Horta. Ghildiyal ist der erste indische Botschafter, der seinen Sitz in Dili hat. Seine Vorgänger residierten in der Botschaft im indonesischen Jakarta.